# Macomer
Macomer é uma comuna italiana da região da Sardenha, província de Nuoro, com cerca de 11.058 Istat 2003 habitantes. Estende-se por uma área de 122 km², tendo uma densidade populacional de 91 hab/km². Faz fronteira com Birori, Bolotana, Bonorva (SS), Borore, Bortigali, Scano di Montiferro (OR), Semestene (SS), Sindia.

## Demografia
| Variação demográfica do município entre 1861 e 2011                               |
|                                                                                   |
| Fonte: Istituto Nazionale di Statistica (ISTAT) - Elaboração gráfica da Wikipedia |